# Luigi Du Jardin
Luigi Du Jardin (Pegli, 11 luglio 1893 – Castelnuovo Magra, 11 aprile 1961) è stato un pallanuotista e calciatore italiano.
Chiamato sotto le armi durante la prima guerra mondiale, fu insignito di una medaglia di bronzo al valor militare.

## Carriera

### Calcio
Iscrittosi al Genoa con il quale gioca nella squadra riserve di calcio allenata da Thomas Coggins, passa nel 1912 all'Alessandria, club in cui milita sino al 1915. Dopo la Grande Guerra milita nello Spezia..

### Pallanuoto

#### Club
La sua carriera nella pallanuoto si svolse tra le file del Genoa Cricket and Football Club Waterpolo.

#### Nazionale
Du Jardin fu tra i pre-convocati per difendere i colori dell'Italia nella spedizione ai Giochi olimpici di Anversa nel 1920.

## Palmarès

### Calcio
- Promozione (calcio): 1

Alessandria: 1912-1913